# Friuli Stadion
A Friuli Stadion (olasz nyelven: Stadio Friuli) olasz labdarúgó-stadion Udinében. 1976-ban nyitották meg és jelenleg is az Udinese bérli. A klub előző stadionja a Stadio Moretti volt. Több más sportágnak is helyet ad a létesítmény így vívás, torna, harcművészet és atlétikaversenyeket is rendeznek itt.

## Fontosabb események
Az 1990-es VB egyik helyszínéül szolgált. Itt tartottak a torna mérkőzéseiből hármat:
- Uruguay - Spanyolország (E csoport)
- Spanyolország - Dél-Korea (E csoport)
- Dél-Korea - Uruguay (E csoport)

2005-ben BL mérkőzéseket rendeztek a stadionban, mivel az Udinese bejutott a 2005–2006-os UEFA-bajnokok ligájába.
Többször koncerteket is rendeztek itt. A két legnépszerűbb Luciano Ligabue illetve Vasco Rossi koncertjei voltak.
2007. június 28-án az amerikai Red Hot Chili Pepperst látta vendégül a létesítmény, mely európai turnéjuknak volt egyik állomása.
2008. szeptember 10-én az olasz válogatott egyik világbajnoki-selejtező mérkőzését vívta itt Grúzia ellen.
2009. július 16-án Madonna Sticky and Sweet Tour nevű turnéjának egyik olaszországi állomása volt.